# Gli speciali del Giallo Mondadori dal 101 al 200
|  | I 100 precedenti: Gli speciali del Giallo Mondadori |

L'ultimo numero degli Speciali del Giallo Mondadori esce nel giugno 2023. La collana viene sostituita dalla nuova collezione Il Giallo Mondadori BIG.

## Dal N.101 al N.106
| N.  | Titolo complessivo       | Autore/i e titoli dei singoli romanzi/racconti | Pubblicazione  |
| --- | ------------------------ | --- | -------------- |
| 101 | Misteri a Hollywood      | Earl Derr Biggers, Charlie Chan e il cammello nero (The Black Camel, 1929) Peter Lovesey, Morire dal ridere (Keystone, 1983) Cornell Woolrich, Il marito della diva (Husband, 1949)                       | marzo 2022     |
| 102 | Lo zoo del delitto       | Edgar Wallace, L'inafferrabile (The Feathered Serpent, 1927) S.S. Van Dine, La tragedia in casa Coe (The Kennel Murder Case, 1933) G.K. Chesterton, L'oracolo del cane (The Oracle of the Dog, 1923)      | luglio 2022    |
| 103 | Matrimoni difficili      | Elizabeth Ferrars, L'orologio (The Clock That Wouldn't Stop, 1990) Rae Foley, Ricca da morire (One O'Clock at the Gotham, 1974) Baronessa Orczy, Tragedia al castello (The Fordwich Castle Mistery, 1910) | settembre 2022 |
| 104 | Donne pericolose         | Vance Thompson, Il signor Guelpa ('Mr. Guelpa, 1925) Peter Cheyney, Non si sa mai (They Never Say When, 1944) Joseph Smith Fletcher, La bottiglia di champagne (The Champagne Bottle, 1918)               | dicembre 2022  |
| 105 | Il colpevole è innocente | Erle Stanley Gardner, E adesso, Perry Mason? (The Case of The Lucky Loser, 1957) Arthur J. Rees, Il pozzo urlante (The Shrieking Pit, 1919) R. Austin Freeman, Una donna in pericolo                      | marzo 2023     |
| 106 | La morte fa l'appello    | Edmund Crispin, Il manoscritto perduto (Love Lies Bleeding, 1948) D.M. Devine, Non c'è ritorno (His Own Appointed Day, 1965) Ethel Lina White, L'allieva d'oro                                            | giugno 2023    |

|  |